# مايلز ميرفي
مايلز ميرفي (بالإنجليزية: Miles Murphy) هو منافس ألعاب قوى أسترالي، ولد في 19 مايو 1967 في Blacktown ‏ في أستراليا.

## وصلات خارجية
- مايلز ميرفي على موقع الاتحاد الدولي لألعاب القوى (الإنجليزية)
- مايلز ميرفي على موقع النتائج التاريخية لألعاب القوى الأسترالية (الإنجليزية)
- مايلز ميرفي على موقع أوليمبيديا (الإنجليزية)
- مايلز ميرفي على موقع اللجنة الأولمبية الأسترالية (الإنجليزية)
- مايلز ميرفي على موقع اتحاد ألعاب الكومنولث (مؤرشف) (الإنجليزية)